# Wilhelm Flicke
Wilhelm F. Flicke (* 1897 in Odessa; † 1. Oktober 1957) war ein deutscher Geheimdienstoffizier, später im Rang eines Majors.
Er wirkte über eine Zeitspanne von mehr als vier Jahrzehnten, beginnend im Ersten Weltkrieg, über die Zwischenkriegszeit und den Zweiten Weltkrieg, bis hinein in die frühen Jahre der Bundesrepublik Deutschland. Dabei arbeitete er sowohl als Organisator als auch als Kryptoanalytiker. Über seine Erfahrungen und Erlebnisse verfasste er später eine Reihe von Veröffentlichungen.

## Leben
Als Deutscher, geboren und aufgewachsen in Odessa, musste er 1915 das Russische Kaiserreich verlassen und wurde im Deutschen Kaiserreich ins Heer einberufen, wo er im „Arendt-Dienst“ mitarbeitete. In der Zwischenkriegszeit (1919–1939) diente er in der Chiffrierstelle (Chi-Stelle) des Reichswehrministeriums. Im Jahr 1934 beauftragte ihn Oberst Erich Fellgiebel, der spätere General der Nachrichtentruppe der Wehrmacht, damit, eine offizielle Geschichte des Dienstes zu verfassen. Daraus entstand später sein Manuskript „Kriegsgeheimnisse im Äther“.
Nach Einrichtung des Oberkommandos der Wehrmacht (OKW) im Jahr 1938 ging aus der Chi-Stelle die Chiffrierabteilung des Oberkommandos der Wehrmacht (OKW/Chi) hervor. Flicke organisierte dort den Aufbau der Gruppe VII „Nachrichtenauswertung“, wurde aber im Jahr 1939 nach Tennenlohe versetzt, um dort die erste Funkabhörstation von OKW/Chi einzurichten. Etwas später wechselte er nach Lauf an der Pegnitz als Technischer Direktor der dortigen Horchstelle, bevor er im September 1944 zur Funkabwehr nach Zinna versetzt wurde. Dort gehörte es zu seinen Aufgaben, gegen feindliche Agenten (siehe auch: Rote Kapelle) und Partisanen zu ermitteln. Im Frühjahr 1945 verlegte OKW/Chi den Großteil ihrer Akten von Berlin nach Pegnitz.
Gegen Kriegsende wurde er von amerikanischen Soldaten verhaftet und vom Target Intelligence Committee (TICOM) intensiv verhört (siehe auch: TICOM-Reports unter Weblinks). Die US-Regierung erwarb die Rechte an seinem über 300 Seiten starken Manuskript „Kriegsgeheimnisse im Äther“, das die Arbeit der deutschen Dienste in beiden Weltkriegen beschreibt. Es wurde ins Englische übersetzt und viel später postum als Buch mit dem Titel War Secrets in the Ether veröffentlicht. In der im Jahr 1977 erschienenen Ausgabe fehlen einige Seiten, da sie zu diesem Zeitpunkt noch immer klassifiziert waren. Sie enthalten brisante Informationen zur Schlüsselmaschine Enigma und frühe Warnungen deutscher Kryptologen bezüglich deren mangelhafter kryptografischer Sicherheit, die von den Verantwortlichen damals jedoch ignoriert worden waren.
Die Dienststelle Lauf wurde 1955 von der Organisation Gehlen als Feste Funkhorchstelle wieder in Betrieb genommen und blieb bis 1957 unter der Leitung von Wilhelm Flicke in Betrieb.
Im selben Jahr 1957 kam er unter mysteriösen Umständen zu Tode. Möglicherweise war es Selbstmord.

## Schriften (Auswahl)
- The German Intercept Station in Madrid. TICOM-Report DF-116-J (englisch).
- The German Intercept Station in Sofia. TICOM-Report DF-116-K (englisch).
- The Beginnings of Radio Intercept in World War I. (englisch).
- Agenten funken nach Moskau. München, 1954.
- Spionagegruppe Rote Kapelle. Kreuzlingen, 1954.
- German Intercept Successes Early in World War II. (englisch).
- Agenten funken nach Moskau. Welsermühl, 1957.
- War Secrets in the Ether. (Übersetzung seines Manuskripts „Kriegsgeheimnisse im Äther“), Aegean Park Press, 1977, (englisch).
- Rote Kapelle – Spionage und Widerstand. Weltbild Verlag, 1990, ISBN 3-89350-076-6.
- The Lost Keys to El Alamein. CIA, 1993, (englisch).